# Interféromètre du Très Grand Télescope

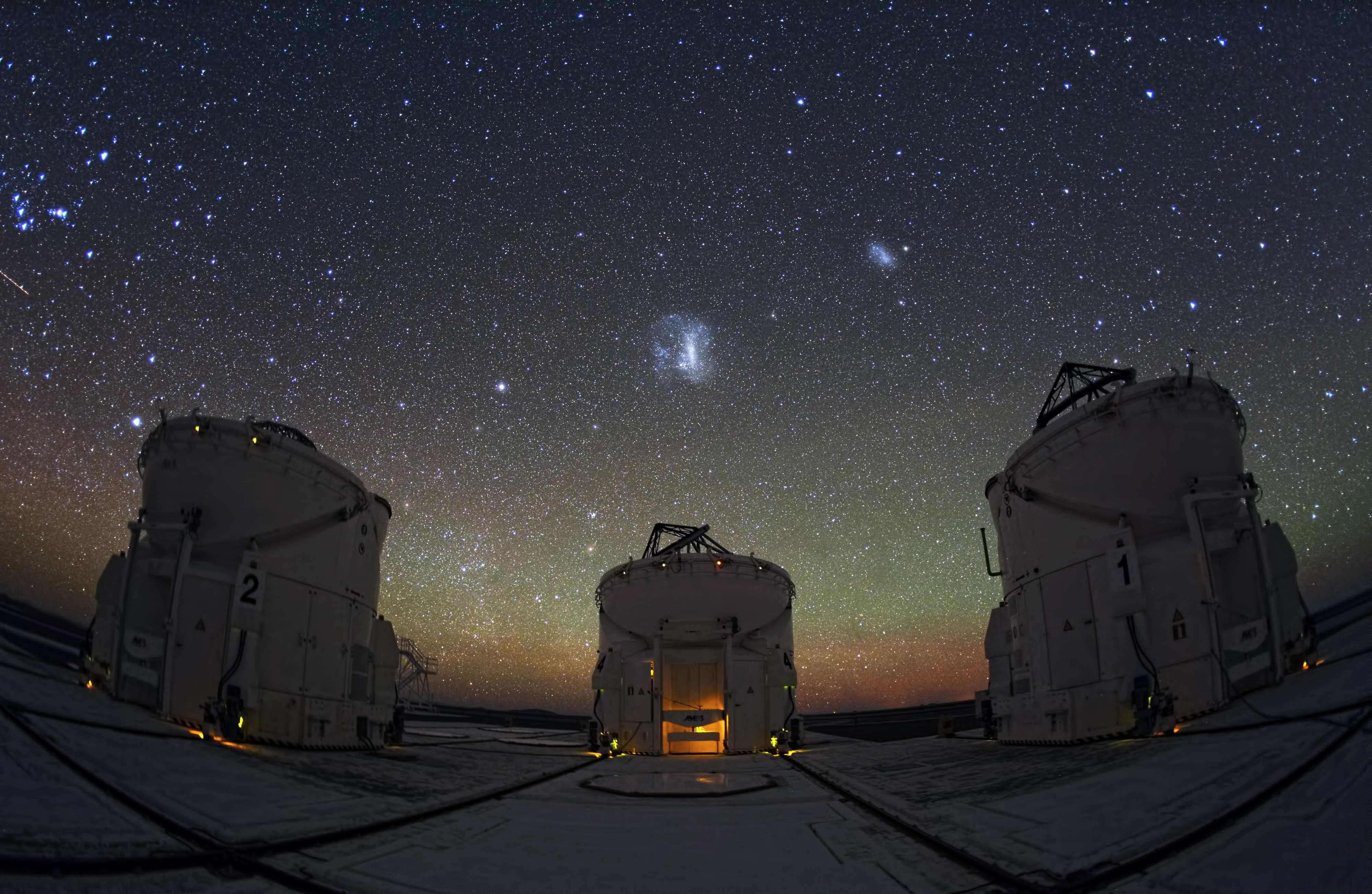
Trois AT en pleines observations interférométriques

Very Large Telescope Interferometer
L'Interféromètre du Très Grand Télescope, en anglais Very Large Telescope Interferometer, en abrégé VLTI, est un des modes de fonctionnement des télescopes du Très Grand Télescope (VLT).

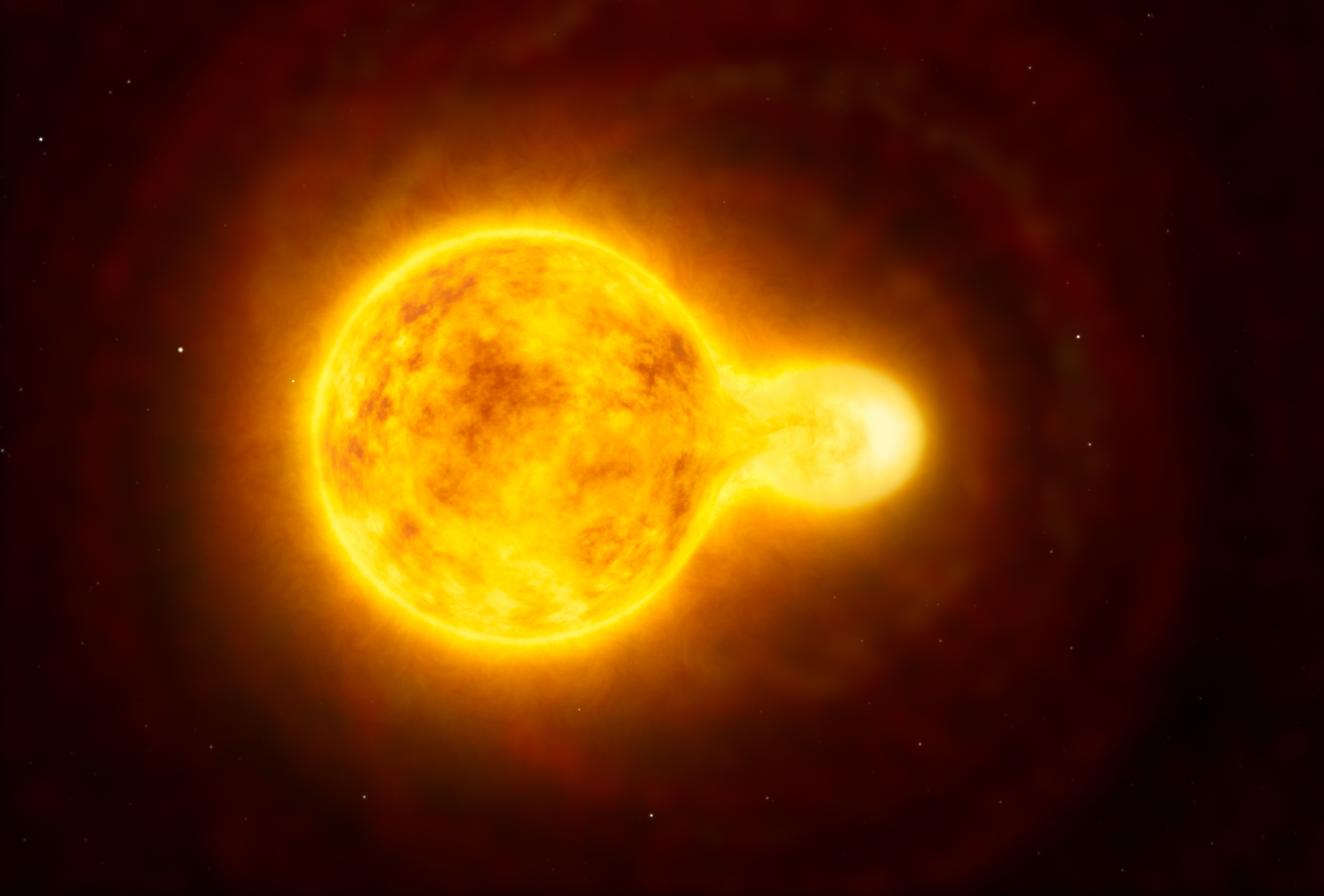
HR 5171, l'« étoile-cacahuète », vue par le VLTI (vue d'artiste).

Dans ce mode de fonctionnement, les faisceaux de plusieurs UTs ou ATs (de deux à quatre) sont combinés pour former des franges d'interférence de Michelson au foyer d'un instrument focal. On peut obtenir ainsi une image dont la résolution angulaire est égale à celle qu’aurait un télescope dont le diamètre est la distance entre les télescopes les plus éloignés. Ce mode permet donc d’atteindre des résolutions très élevées, à même de permettre la mesure du diamètre angulaire des étoiles, étant donné que le télescope virtuel ainsi reconstitué peut avoir un diamètre de 140 mètres.
Actuellement, les instruments PIONIER, GRAVITY et MATISSE sont en fonctionnement. Ils permettent d'utiliser quatre télescopes simultanément dans différentes longueurs d'onde :
- PIONIER dans la bande H,
- GRAVITY dans la bande K,
- MATISSE dans les bandes L, M et N.

Anciennement, l’instrument AMBER permettait d'utiliser 3 télescopes simultanément, l'instrument MIDI permettait d'utiliser 2 télescopes.

## Découvertes
Par interférométrie, GRAVITY a démêlé les signaux lumineux de l'atmosphère de l'exoplanète HR8799e de ceux de son étoile. Ceci a permis de déterminer que la planète possède des nuages de fer et de silicates, en constante tempête à l'échelle planétaire.
L'instrument GRAVITY est utilisé pour suivre la position de l'étoile S2 autour du trou noir de notre galaxie, mettant ainsi en évidence des effets relativistes.

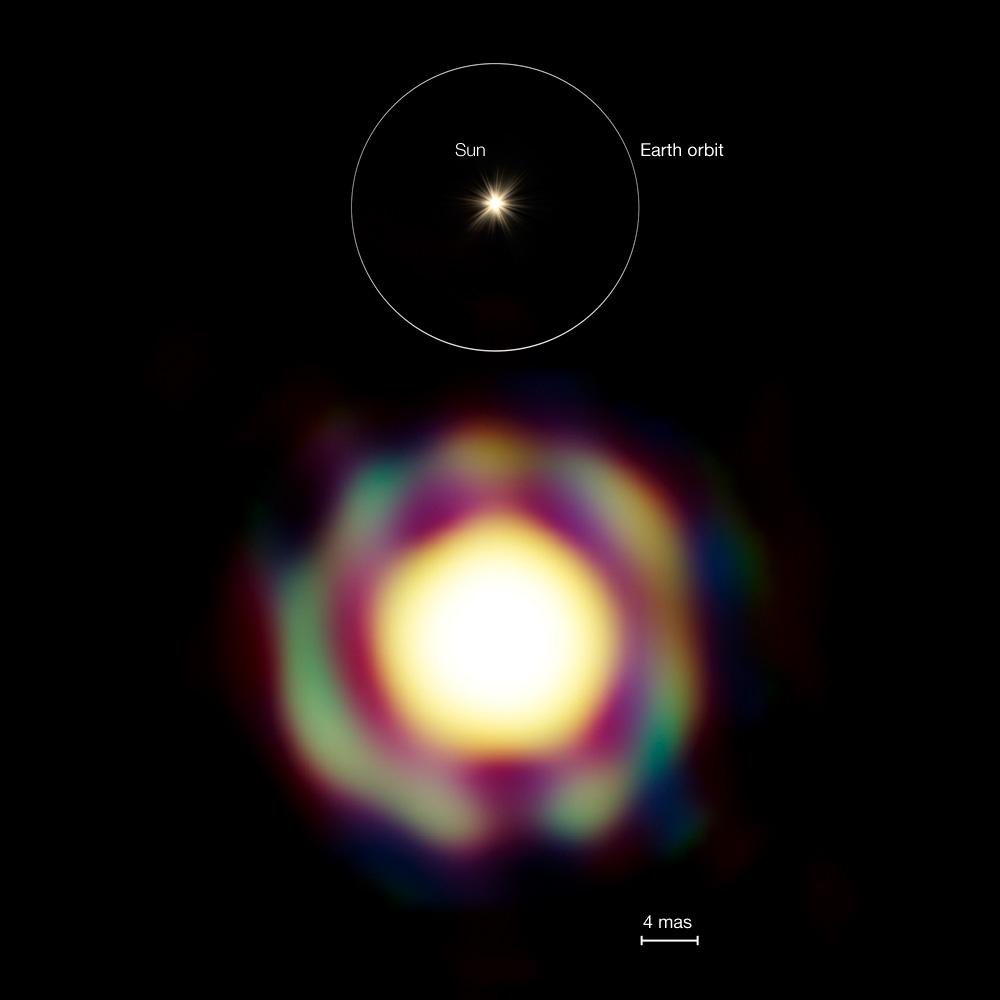
T Leporis imagée par le VLTI